# Palaemon adspersus
Espèce
Palaemon adspersus  est une espèce de crevettes du genre Palaemon, une des « crevettes roses » (après cuisson !) des côtes françaises.

## Description
Palaemon adspersus peut atteindre une longueur de 70 mm mais elle est généralement de taille beaucoup plus modeste. Sa couleur générale est d'un gris-vert assez homogène, et sa livrée ne présente pas de lignes pigmentées nettes contrairement à beaucoup d'espèces de la même famille. 
Elle se reconnaît à son rostre  droit, dont la longueur ne dépasse guère celle de l'écaille antennaire et qui possède sur sa moitié inférieure une série de taches colorées (chromatophores) noirs et rouge.

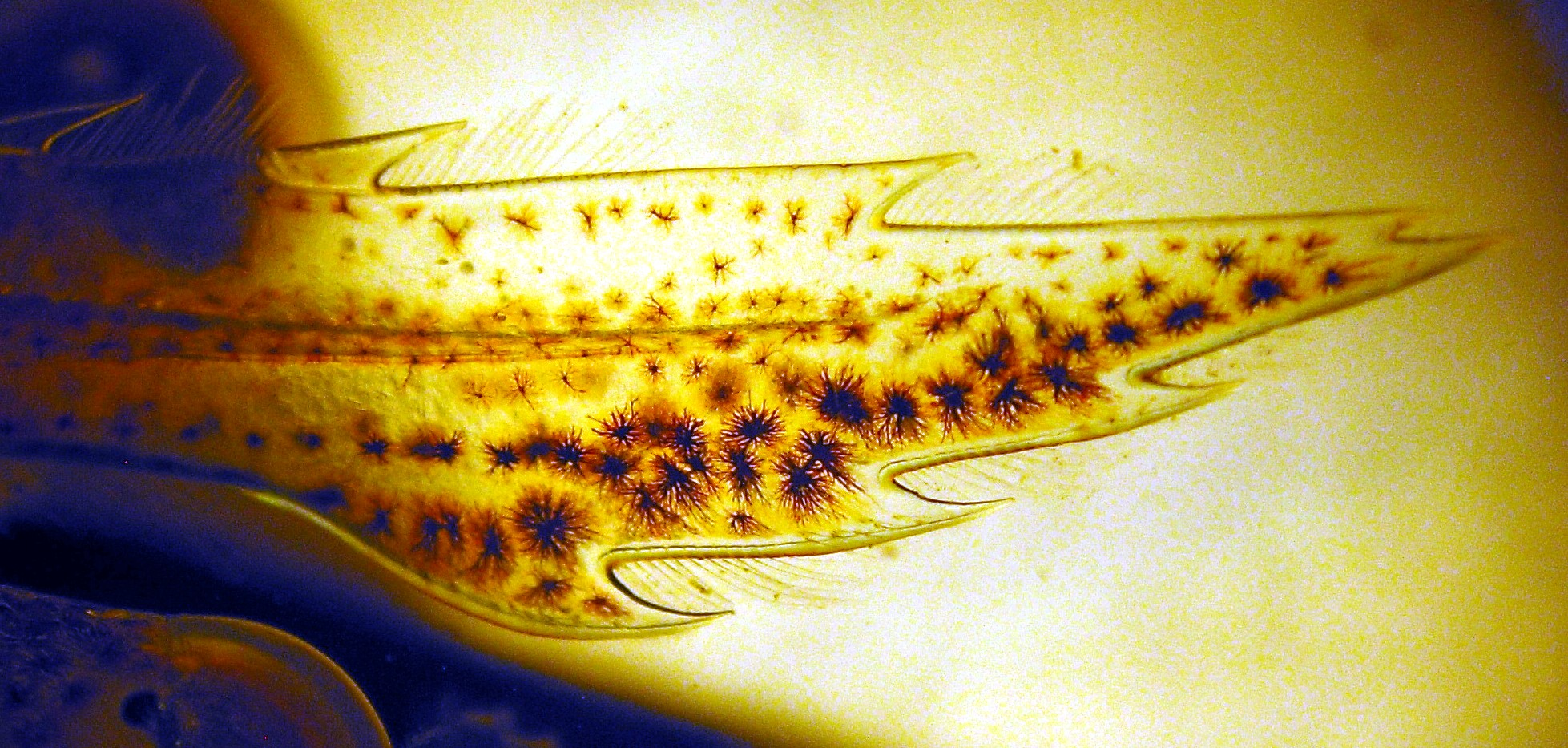
Palaemon adspersus. Rostre avec chromatophores noirs et rouges dans la moitié inférieure.

## Biologie
Palaemon adspersus habite principalement les zones estuariennes et les baies abritées dont les fonds vaseux sont recouverts d'herbiers de zostères (Zostera marina). Elle est abondante dans le golfe du Morbihan où elle fait l'objet d'une petite pêcherie. Elle est vendue sur le marché de Vannes sous le nom de « crevette du golfe ».
Du point de vue bathymétrique, elle se trouve du niveau des basses mer de vive eau jusqu'à une profondeur de 6 mètres.

## Répartition
Son aire de répartition, très discontinue, s'étend de la Norvège et la Baltique au nord, jusqu'à la Méditerranée, la mer Noire, et aussi la mer Caspienne. Plus au sud, on la rencontre également sur les côtes marocaines. Elle est mentionnée à Roscoff, sous le nom de Palaemon squilla.
Elle a été introduite en Amérique du Nord, où elle est signalée en 2011 à Terre-Neuve et aux Iles de la Madeleine, dans le golfe du Saint Laurent.

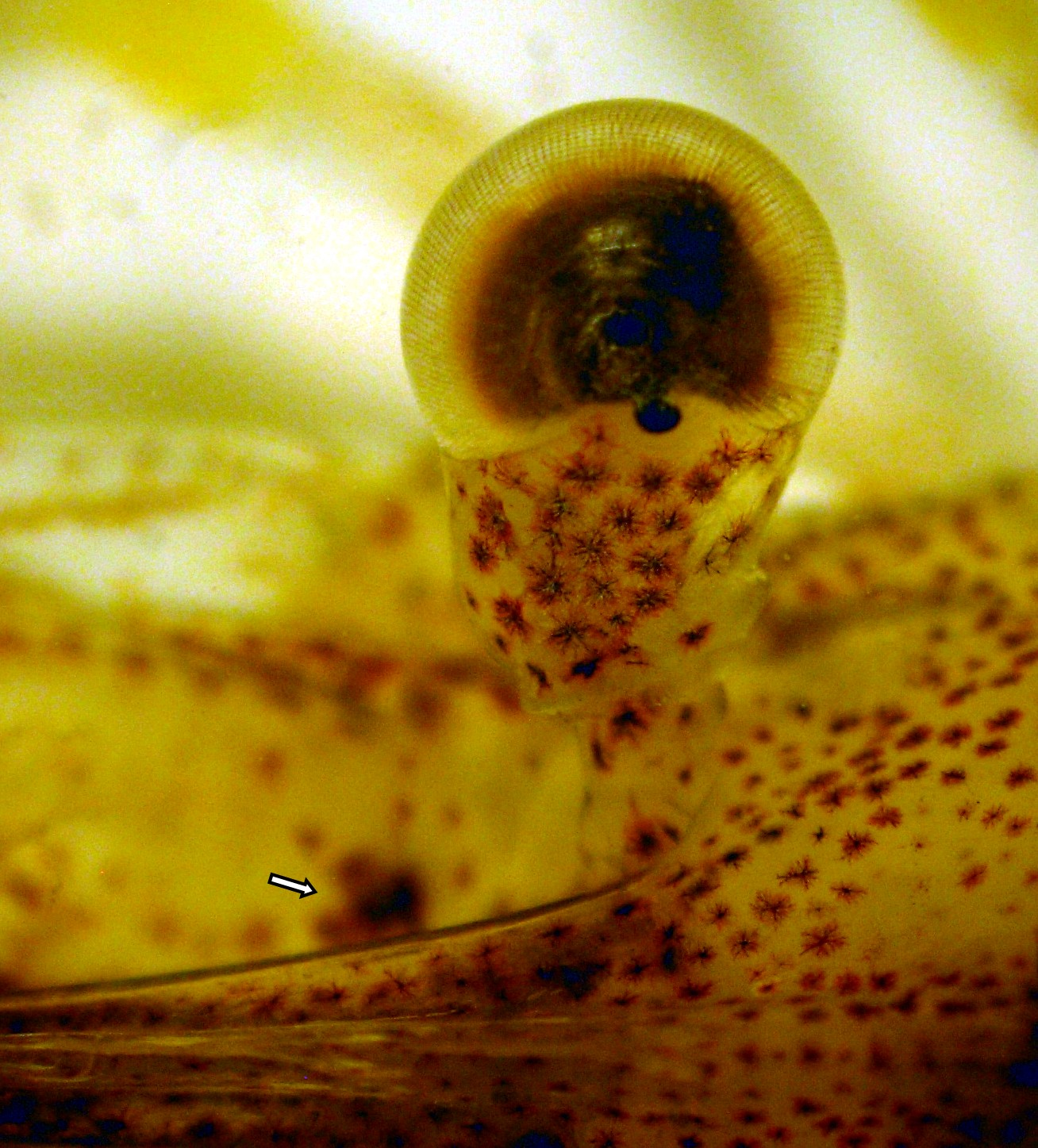
Palaemon adspersus. Œil droit et (flèche) chromatophores noirs, à la base de l'antennule, situés au-dessus de l'emplacement du statocyste (organe de l'équilibration et de perception des vibrations).